# Ramil Safarov
Ramil Safarov (in azero Ramil Sahib oğlu Səfərov; Şükürbəyli, 25 agosto 1977) è un militare e criminale azero, ufficiale dell'esercito, condannato per il brutale assassinio del pari grado armeno Gurgen Margaryan, avvenuto a Budapest nel 2004.
La sua estradizione ad agosto 2012 e la grazia concessagli dal presidente azero Ilham Aliyev hanno suscitato un'ondata di proteste in tutto il mondo e la ferma condanna di molte cancellerie.

## Biografia
Safarov è nato nella città di Şükürbəyli (Cəbrayıl) il 25 agosto 1977 dove ha seguito i suoi studi.
Prima ancora che scoppiasse la prima guerra del Nagorno Karabakh, la famiglia nel 1991 decise di lasciare la città per rifugiarsi nella capitale Baku.
Dal 1992 al 1996 frequentò il liceo militare "Jamshid Nakhchivanski" e l'Alta scuola militare di Smirne e poi l'Accademia militare turca; si diplomò nel 2000 per poi fare ritorno in Azerbaigian.

### Il delitto di Budapest
Nel gennaio 2004 partì per Budapest per partecipare a un corso di tre mesi di lingua inglese organizzato dalla NATO nell'ambito del programma denominato "Partenariato per la pace".
Il 18 febbraio, alle sette di sera, Safarov si recò presso il magazzino "Tesco" e comprò un'ascia.
Nella notte del 19 febbraio uccise con quell'attrezzo l'ufficiale armeno Gurgen Margaryan, che come lui frequentava il corso, mentre dormiva nel proprio alloggio.
Il fatto avvenne intorno alle cinque di mattina. Il compagno di stanza di Margaryan, l'ungherese Balàzs Kuti, ricorda che la sera del 18 febbraio aveva preso un tè ed era andato a dormire in quanto febbricitante; Margaryan invece era rimasto a studiare e poi era andato a trovare un altro soldato armeno, Hayk Makuchyan, che frequentava egli pure il corso.
Kuti non ricorda quando l'armeno ritornò nella stanza, ma alla mattina presto si accorse che qualcuno aveva acceso la luce. Pensò si trattasse dello stesso Margaryan, ma dopo aver udito dei rumori sordi, voltò la testa e vide Safarov davanti al compagno di stanza con una lunga ascia in mano.
A quel punto comprese che qualcosa di terribile era accaduto giacché c'era sangue tutto intorno; cominciò a urlare all'azero di fermarsi ma questi lo rassicurò che non ce l'aveva con lui.
L'esame autoptico concluse che Safarov aveva inferto sedici colpi d'ascia sulla faccia di Margaryan, quasi staccandogli la testa dal collo.
Dopo aver brutalmente assassinato il ventiseienne armeno, Safarov si diresse verso la stanza dove dormiva Makuchyan ma trovò la porta chiusa; incontrò lungo il corridoio un ufficiale uzbeko che cercò di convincere a unirsi a lui per compiere il secondo delitto. L'uzbeko tentò inutilmente di calmarlo. Safarov, secondo le testimonianze raccolte nel processo, chiamò a gran voce l'armeno che semi addormentato si diresse verso la porta per aprirla. Ma il suo compagno di stanza lituano intuendo che stava accadendo qualcosa di strano, allertò un suo connazionale della stanza attigua affinché verificasse la situazione nel corridoio. Fu quindi chiamata la polizia che arrestò l'azero.

### Il processo
Il processo, svoltosi presso il tribunale di Budapest, condannò Safarov all'ergastolo inibendolo dal chiedere la revisione della sentenza prima che fossero passati trenta anni. La sentenza fu emessa il 16 aprile 2006. Il 22 febbraio 2007 il caso, su richiesta dei difensori di Safarov, fu esaminato da un'altra corte che non modificò il precedente verdetto emesso dal giudice Andras Vaskuti che nella motivazione si soffermò sulla natura premeditata, sulla brutalità del crimine e sul fatto che l'imputato non aveva mostrato alcun rimorso per quanto commesso; anzi, nel corso dell'interrogatorio si era addirittura rammaricato di non aver ucciso il secondo armeno.
La difesa di Safarov cercò invano di puntare sulla provocazione, sostenendo che gli armeni avevano insultato la bandiera dell'Azerbaigian.
Nonostante la brutalità del fatto commesso, Safarov divenne molto popolare in Azerbaigian; un partito azero (partito democratico dell'Azerbaigian) gli conferì il premio "Uomo dell'anno 2005" premiandolo per il fatto di aver ucciso un armeno.

### L'estradizione
A fine agosto 2012, Ungheria e Azerbaigian hanno raggiunto un accordo per l'estradizione del condannato che, secondo quanto riferisce il governo ungherese, avrebbe dovuto continuare a espiare la condanna in patria.
Ma il 31 agosto 2012, appena sceso dalla scaletta dell'aereo che lo riportava in Azerbaigian, Safarov è stato accolto come un eroe nazionale, ha ricevuto un mazzo di fiori, è stato graziato dal presidente Ilham Aliyev, promosso di grado, dotato di una nuova casa e ricompensato con otto anni di stipendio arretrati.
Giunto a Baku, Safarov si è recato a deporre mazzi di fiori alla tomba del vecchio presidente Heydar Aliyev (padre dell'attuale presidente) e al monumento dedicato ai soldati turchi.

### Reazioni internazionali
La grazia all'omicida ha provocato vaste e ferme proteste in tutto il mondo, mentre l'Armenia ha interrotto le relazioni diplomatiche con l'Ungheria.
Budapest ha smentito le voci che erano circolate sugli stessi giornali ungheresi di un accordo economico con l'Azerbaigian che in cambio del rilascio del detenuto si sarebbe impegnato ad acquistare tre miliardi di dollari in bond ungheresi.
Critiche sono giunte, tra le altre, dall'Unione europea, dalla Francia, dagli Stati Uniti, dalla Russia e dal presidente del Parlamento europeo. Il 13 settembre 2012 l'Assemblea plenaria del Parlamento europeo ha votato una risoluzione di condanna dell'Azerbaigian sul caso Safarov.
Nel maggio 2020, la Corte europea dei diritti dell'uomo ha condannato l'Azerbaigian per la gestione dell'estradizione di Safarov.